# Giải vô địch bóng đá Đông Nam Á 2018 (vòng đấu loại trực tiếp)
Vòng đấu loại trực tiếp của Giải vô địch bóng đá Đông Nam Á 2018 là giai đoạn thứ hai và cuối cùng của Giải vô địch bóng đá Đông Nam Á 2018, sau giai đoạn vòng bảng. Giai đoạn đấu loại trực tiếp diễn ra từ ngày 1 đến ngày 15 tháng 12 với hai đội đứng đầu từ mỗi bảng (tổng cộng bốn đội) giành quyền tham dự. Mỗi cặp đấu diễn ra trong hai lượt trận trên sân nhà và sân khách. Luật bàn thắng sân khách, hiệp phụ (bàn thắng sân khách không áp dụng trong hiệp phụ) và loạt sút luân lưu được sử dụng để quyết định đội thắng cuộc nếu cần thiết.

## Các đội tuyển vượt qua vòng bảng
Hai đội tuyển quốc gia đứng đầu từ mỗi bảng được lọt vào vòng đấu loại trực tiếp. Tại bảng A, Việt Nam nắm chắc vị trí đầu bảng với 10 điểm sau khi đánh bại Campuchia với tỷ số 3–0 trong trận đấu cuối cùng, trong khi Malaysia đứng nhì bảng với 9 điểm sau khi thắng Myanmar cũng với tỷ số 3–0. Trong khi đó ở bảng B, Thái Lan củng cố ngôi nhất bảng với 10 điểm sau khi thắng Singapore với tỷ số 3–0 trong trận đấu cuối cùng, trong khi Philippines trở thành đội đứng thứ hai với 8 điểm sau trận hòa 0–0 với Indonesia.
| Bảng | Đội đứng nhất bảng | Đội đứng nhì bảng |
| ---- | ------------------ | ----------------- |
| A    | Việt Nam           | Malaysia          |
| B    | Thái Lan           | Philippines       |

## Lịch thi đấu
Lịch thi đấu của mỗi vòng như sau.
| Vòng      | Lượt đi               | Lượt về               |
| --------- | --------------------- | --------------------- |
| Bán kết   | 1–2 tháng 12 năm 2018 | 5–6 tháng 12 năm 2018 |
| Chung kết | 11 tháng 12 năm 2018  | 15 tháng 12 năm 2018  |

## Nhánh đấu
|  | Bán kết | Bán kết      | Bán kết  | Bán kết | Bán kết |   |    | Chung kết | Chung kết | Chung kết | Chung kết | Chung kết |
|  |         |              |          |         |         |   |    |           |           |           |           |           |
|  | A2      | Malaysia (a) | 0        | 2       | 2       |   |    |           |           |           |           |           |
|  | B1      | Thái Lan     | 0        | 2       | 2       |   |    |           |           |           |           |           |
|  |         |              |          |         |         |   | A2 | Malaysia  | 2         | 0         | 2         |           |
|  |         | A1           | Việt Nam | 2       | 1       | 3 |    |           |           |           |           |           |
|  | B2      | Philippines  | 1        | 1       | 2       |   |    |           |           |           |           |           |
|  | A1      | Việt Nam     | 2        | 2       | 4       |   |    |           |           |           |           |           |

Các kết quả sau hiệp phụ được chú thích (h.p.), loạt sút luân lưu được chú thích (p) và thắng bởi luật bàn thắng sân khách được chú thích (a).

## Bán kết
| Đội 1    | TTS    | Đội 2       | Lượt đi | Lượt về |
| -------- | ------ | ----------- | ------- | ------- |
| Việt Nam | 4–2    | Philippines | 2–1     | 2–1     |
| Malaysia | 2–2(a) | Thái Lan    | 0–0     | 2–2     |

### Lượt đi

#### Malaysia v Thái Lan
| Malaysia | 0–0              | Thái Lan |
| -------- | ---------------- | -------- |
|          | Chi tiết (AFFSZ) |          |

| Malaysia | Thái Lan |

| TM                      | 1  | Farizal Marlias         |     |     |
| HV                      | 3  | Shahrul Saad            |     |     |
| HV                      | 7  | Aidil Zafuan Radzak (c) |     |     |
| HV                      | 6  | Syazwan Andik           |     | 72' |
| HV                      | 4  | Syahmi Safari           |     |     |
| TV                      | 12 | Akram Mahinan           | 21' |     |
| TV                      | 14 | Syamer Kutty Abba       |     |     |
| TV                      | 11 | Safawi Rasid            | 42' |     |
| TV                      | 13 | Mohamadou Sumareh       |     | 64' |
| TĐ                      | 8  | Zaquan Adha Radzak      |     | 81' |
| TĐ                      | 9  | Norshahrul Idlan Talaha |     |     |
| Vào sân thay người:     |    |                         |     |     |
| TĐ                      | 20 | Hazwan Bakri            |     | 64' |
| HV                      | 21 | Nazirul Naim            |     | 72' |
| TV                      | 10 | Shahrel Fikri           |     | 81' |
| Huấn luyện viên trưởng: |    |                         |     |     |
| Tan Cheng Hoe           |    |                         |     |     |

| TM                      | 1  | Chatchai Budprom         |     |     |
| HV                      | 6  | Pansa Hemviboon          |     |     |
| HV                      | 4  | Chalermpong Kerdkaew (c) |     |     |
| HV                      | 24 | Korrakot Wiriyaudomsiri  |     |     |
| HV                      | 5  | Mika Chunuonsee          |     |     |
| TV                      | 8  | Thitipan Puangchan       |     |     |
| TV                      | 29 | Sanrawat Dechmitr        |     |     |
| TV                      | 17 | Tanaboon Kesarat         |     |     |
| TĐ                      | 9  | Adisak Kraisorn          |     | 90' |
| TĐ                      | 22 | Supachai Jaided          |     | 45' |
| TĐ                      | 14 | Nurul Sriyankem          |     | 59' |
| Vào sân thay người:     |    |                          |     |     |
| TV                      | 21 | Pokklaw Anan             | 75' | 45' |
| TV                      | 25 | Pakorn Prempak           |     | 59' |
| TĐ                      | 2  | Chananan Pombuppha       |     | 90' |
| Huấn luyện viên trưởng: |    |                          |     |     |
| Milovan Rajevac         |    |                          |     |     |

| Trợ lý trọng tài: Abu Bakar Al-Amri (Oman) Abdul Hannan Hasim (Singapore) Trọng tài thứ tư: Oki Dwi Putra (Indonesia) |

| Thống kê          | Malaysia | Thái Lan |
| ----------------- | -------- | -------- |
| Bàn thắng         | 0        | 0        |
| Tổng cú sút       | 23       | 6        |
| Sút trúng cầu môn | 2        | 0        |
| Kiểm soát bóng    | 63%      | 37%      |
| Phạt góc          | 6        | 3        |
| Phạm lỗi          | 13       | 10       |
| Việt vị           | 0        | 2        |
| Thẻ vàng          | 2        | 1        |
| Thẻ đỏ            | 0        | 0        |

#### Philippines v Việt Nam
| Philippines      | 1–2              | Việt Nam                                |
| ---------------- | ---------------- | --------------------------------------- |
| - Reichelt 45+2' | Chi tiết (AFFSZ) | - Nguyễn Anh Đức 12' - Phan Văn Đức 48' |

| Philippines | Việt Nam |

| TM                      | 15 | Michael Falkesgaard   |     |     |
| HV                      | 33 | Álvaro Silva          |     |     |
| HV                      | 3  | Carli de Murga        |     |     |
| HV                      | 21 | Martin Steuble        | 43' |     |
| HV                      | 31 | Adam Reed             |     | 77' |
| TV                      | 26 | Jovin Bedic           |     | 55' |
| TV                      | 14 | Kevin Ingreso         | 52' |     |
| TV                      | 8  | Manuel Ott            |     | 45' |
| TV                      | 17 | Stephan Schröck       | 54' |     |
| TV                      | 29 | Patrick Reichelt      |     |     |
| TĐ                      | 10 | Phil Younghusband (c) |     |     |
| Vào sân thay người:     |    |                       |     |     |
| TĐ                      | 5  | Mike Ott              |     | 45' |
| TV                      | 23 | James Younghusband    |     | 55' |
| TV                      | 19 | Curt Dizon            |     | 77' |
| Huấn luyện viên trưởng: |    |                       |     |     |
| Sven-Göran Eriksson     |    |                       |     |     |

| TM                      | 23 | Đặng Văn Lâm       |     |     |
| HV                      | 21 | Trần Đình Trọng    |     |     |
| HV                      | 3  | Quế Ngọc Hải (c)   |     |     |
| HV                      | 28 | Đỗ Duy Mạnh        |     |     |
| HV                      | 5  | Đoàn Văn Hậu       |     |     |
| TV                      | 8  | Nguyễn Trọng Hoàng |     |     |
| TV                      | 16 | Đỗ Hùng Dũng       |     |     |
| TV                      | 15 | Phạm Đức Huy       |     |     |
| TV                      | 19 | Nguyễn Quang Hải   | 21' | 89' |
| TĐ                      | 11 | Nguyễn Anh Đức     |     | 65' |
| TĐ                      | 20 | Phan Văn Đức       |     | 80' |
| Vào sân thay người:     |    |                    |     |     |
| TĐ                      | 13 | Hà Đức Chinh       |     | 65' |
| TĐ                      | 14 | Nguyễn Công Phượng |     | 80' |
| TV                      | 29 | Nguyễn Huy Hùng    |     | 89' |
| Huấn luyện viên trưởng: |    |                    |     |     |
| Park Hang-seo           |    |                    |     |     |

| Trợ lý trọng tài: Saoud Al-Maqaleh (Qatar) Bambang Syamsudar (Indonesia) Trọng tài thứ tư: Nazmi Nasaruddin (Malaysia) |

| Thống kê          | Philippines | Việt Nam |
| ----------------- | ----------- | -------- |
| Bàn thắng         | 1           | 2        |
| Tổng cú sút       | 9           | 12       |
| Sút trúng cầu môn | 4           | 7        |
| Kiểm soát bóng    | 54%         | 46%      |
| Phạt góc          | 1           | 1        |
| Phạm lỗi          | 15          | 12       |
| Việt vị           | 2           | 0        |
| Thẻ vàng          | 3           | 1        |
| Thẻ đỏ            | 0           | 0        |

### Lượt về

#### Thái Lan v Malaysia
| Thái Lan                       | 2–2                             | Malaysia                      |
| ------------------------------ | ------------------------------- | ----------------------------- |
| - Irfan 21' (l.n.) - Pansa 63' | Chi tiết (AFFSZ) Chi tiết (AFF) | - Syahmi 28' - Norshahrul 71' |

| Thái Lan | Malaysia |

| TM                      | 1  | Chatchai Budprom         |     |     |
| HV                      | 6  | Pansa Hemviboon          |     |     |
| HV                      | 4  | Chalermpong Kerdkaew (c) |     |     |
| HV                      | 24 | Korrakot Wiriyaudomsiri  | 12' |     |
| HV                      | 13 | Philip Roller            | 38' | 76' |
| TV                      | 17 | Tanaboon Kesarat         |     | 45' |
| TV                      | 29 | Sanrawat Dechmitr        |     |     |
| TV                      | 8  | Thitipan Puangchan       | 74' |     |
| TĐ                      | 9  | Adisak Kraisorn          | 57' |     |
| TĐ                      | 22 | Supachai Jaided          |     |     |
| TĐ                      | 11 | Mongkol Tossakrai        |     | 63' |
| Vào sân thay người:     |    |                          |     |     |
| TV                      | 21 | Pokklaw Anan             | 57' | 45' |
| TV                      | 7  | Sumanya Purisai          |     | 63' |
| TV                      | 14 | Nurul Sriyankem          |     | 76' |
| Huấn luyện viên trưởng: |    |                          |     |     |
| Milovan Rajevac         |    |                          |     |     |

| TM                      | 1  | Farizal Marlias         |           |     |
| HV                      | 3  | Shahrul Saad            |           |     |
| HV                      | 7  | Aidil Zafuan Radzak (c) |           | 18' |
| HV                      | 21 | Nazirul Naim            |           |     |
| HV                      | 4  | Syahmi Safari           | 69' 90+4' |     |
| TV                      | 12 | Akram Mahinan           |           |     |
| TV                      | 14 | Syamer Kutty Abba       |           |     |
| TV                      | 11 | Safawi Rasid            |           | 67' |
| TV                      | 13 | Mohamadou Sumareh       |           |     |
| TĐ                      | 8  | Zaquan Adha Radzak      |           |     |
| TĐ                      | 9  | Norshahrul Idlan Talaha |           | 80' |
| Vào sân thay người:     |    |                         |           |     |
| HV                      | 17 | Irfan Zakaria           |           | 18' |
| TV                      | 19 | Akhyar Rashid           |           | 67' |
| TV                      | 15 | Kenny Pallraj           |           | 80' |
| Huấn luyện viên trưởng: |    |                         |           |     |
| Tan Cheng Hoe           |    |                         |           |     |

| Trợ lý trọng tài: Ahmed Al-Roalle (Jordan) Malang Nurhadi (Indonesia) Trọng tài thứ tư: Thoriq Munir Alkatiri (Indonesia) |

| Thống kê          | Thái Lan | Malaysia |
| ----------------- | -------- | -------- |
| Bàn thắng         | 2        | 2        |
| Tổng cú sút       | 12       | 7        |
| Sút trúng cầu môn | 3        | 3        |
| Kiểm soát bóng    | 52%      | 48%      |
| Phạt góc          | 2        | 2        |
| Phạm lỗi          | 21       | 19       |
| Việt vị           | 1        | 0        |
| Thẻ vàng          | 5        | 1        |
| Thẻ đỏ            | 0        | 1        |

Hai đội hòa nhau với tổng tỉ số 2–2. Malaysia thắng Thái Lan nhờ luật bàn thắng sân khách.

#### Việt Nam v Philippines
| Việt Nam                                        | 2–1                             | Philippines           |
| ----------------------------------------------- | ------------------------------- | --------------------- |
| - Nguyễn Quang Hải 83' - Nguyễn Công Phượng 87' | Chi tiết (AFFSZ) Chi tiết (AFF) | - J. Younghusband 89' |

| Việt Nam | Philippines |

| TM                      | 23 | Đặng Văn Lâm       |     |     |
| HV                      | 21 | Trần Đình Trọng    |     |     |
| HV                      | 3  | Quế Ngọc Hải (c)   |     |     |
| HV                      | 28 | Đỗ Duy Mạnh        |     |     |
| HV                      | 5  | Đoàn Văn Hậu       |     |     |
| HV                      | 8  | Nguyễn Trọng Hoàng |     |     |
| TV                      | 6  | Lương Xuân Trường  |     | 62' |
| TV                      | 19 | Nguyễn Quang Hải   |     |     |
| TV                      | 15 | Phạm Đức Huy       | 57' | 85' |
| TĐ                      | 20 | Phan Văn Đức       |     |     |
| TĐ                      | 11 | Nguyễn Anh Đức     |     | 74' |
| Vào sân thay người:     |    |                    |     |     |
| TV                      | 29 | Nguyễn Huy Hùng    |     | 62' |
| TĐ                      | 22 | Nguyễn Tiến Linh   |     | 74' |
| TĐ                      | 14 | Nguyễn Công Phượng | 85' | 85' |
| Huấn luyện viên trưởng: |    |                    |     |     |
| Park Hang-seo           |    |                    |     |     |

| TM                      | 16 | Patrick Deyto         |       |     |
| HV                      | 33 | Álvaro Silva          |       |     |
| HV                      | 3  | Carli de Murga        |       | 69' |
| HV                      | 12 | Amani Aguinaldo       |       |     |
| TV                      | 31 | Adam Reed             |       |     |
| TV                      | 14 | Kevin Ingreso         |       | 83' |
| TV                      | 7  | Iain Ramsay           |       |     |
| TV                      | 21 | Martin Steuble        |       |     |
| TĐ                      | 29 | Patrick Reichelt      | 90'   |     |
| TĐ                      | 17 | Stephan Schröck       | 90+2' |     |
| TĐ                      | 10 | Phil Younghusband (c) |       |     |
| Vào sân thay người:     |    |                       |       |     |
| TV                      | 23 | James Younghusband    |       | 69' |
| TĐ                      | 26 | Jovin Bedic           |       | 83' |
| Huấn luyện viên trưởng: |    |                       |       |     |
| Sven-Göran Eriksson     |    |                       |       |     |

| Trợ lý trọng tài: Akane Yagi (Nhật Bản) Manoj Kalwani (Singapore) Trọng tài thứ tư: Ahmad A'qashah (Singapore) |

| Thống kê          | Việt Nam | Philippines |
| ----------------- | -------- | ----------- |
| Bàn thắng         | 2        | 1           |
| Tổng cú sút       | 14       | 5           |
| Sút trúng cầu môn | 6        | 1           |
| Kiểm soát bóng    | 45%      | 55%         |
| Phạt góc          | 2        | 3           |
| Phạm lỗi          | 17       | 16          |
| Việt vị           | 3        | 2           |
| Thẻ vàng          | 2        | 2           |
| Thẻ đỏ            | 0        | 0           |

Việt Nam thắng Philippines với tổng tỉ số 4–2.

## Chung kết
| Đội 1    | TTS | Đội 2    | Lượt đi | Lượt về |
| -------- | --- | -------- | ------- | ------- |
| Malaysia | 2–3 | Việt Nam | 2–2     | 0–1     |

### Lượt đi
| Malaysia                   | 2–2                             | Việt Nam                                 |
| -------------------------- | ------------------------------- | ---------------------------------------- |
| - Shahrul 36' - Safawi 61' | Chi tiết (AFFSZ) Chi tiết (AFF) | - Nguyễn Huy Hùng 22' - Phạm Đức Huy 25' |

| Malaysia | Việt Nam |

| TM                      | 1  | Farizal Marlias         |     |     |
| HV                      | 3  | Shahrul Saad            |     |     |
| HV                      | 17 | Irfan Zakaria           |     |     |
| HV                      | 21 | Nazirul Naim            | 28' | 41' |
| HV                      | 2  | Amirul Azhan            |     | 60' |
| TV                      | 12 | Akram Mahinan           |     |     |
| TV                      | 14 | Syamer Kutty Abba       | 62' |     |
| TV                      | 11 | Safawi Rasid            |     |     |
| TV                      | 13 | Mohamadou Sumareh       |     |     |
| TĐ                      | 8  | Zaquan Adha Radzak (c)  | 38' |     |
| TĐ                      | 9  | Norshahrul Idlan Talaha |     | 71' |
| Vào sân thay người:     |    |                         |     |     |
| HV                      | 5  | Adam Nor Azlin          | 53' | 41' |
| TĐ                      | 18 | Syafiq Ahmad            | 65' | 60' |
| TV                      | 19 | Akhyar Rashid           |     | 71' |
| Huấn luyện viên trưởng: |    |                         |     |     |
| Tan Cheng Hoe           |    |                         |     |     |

| TM                      | 23 | Đặng Văn Lâm       |       |     |
| HV                      | 21 | Trần Đình Trọng    | 90+2' |     |
| HV                      | 28 | Đỗ Duy Mạnh        | 17'   |     |
| HV                      | 3  | Quế Ngọc Hải (c)   |       |     |
| TV                      | 29 | Nguyễn Huy Hùng    |       |     |
| TV                      | 15 | Phạm Đức Huy       |       | 76' |
| TV                      | 5  | Đoàn Văn Hậu       | 59'   |     |
| TV                      | 8  | Nguyễn Trọng Hoàng |       |     |
| TĐ                      | 13 | Hà Đức Chinh       |       | 53' |
| TĐ                      | 20 | Phan Văn Đức       |       | 86' |
| TĐ                      | 19 | Nguyễn Quang Hải   |       |     |
| Vào sân thay người:     |    |                    |       |     |
| TĐ                      | 22 | Nguyễn Tiến Linh   |       | 53' |
| TĐ                      | 14 | Nguyễn Công Phượng |       | 76' |
| TV                      | 16 | Đỗ Hùng Dũng       |       | 86' |
| Huấn luyện viên trưởng: |    |                    |       |     |
| Park Hang-seo           |    |                    |       |     |

| Cầu thủ xuất sắc nhất trận: Safawi Rasid (Malaysia) Trợ lý trọng tài: Ronnie Koh Min Kiat (Singapore) Bambang Syamsudar (Indonesia) Trọng tài thứ tư: Muhammad Taqi (Singapore) |

| Thống kê          | Malaysia | Việt Nam |
| ----------------- | -------- | -------- |
| Bàn thắng         | 2        | 2        |
| Tổng số cú sút    | 8        | 15       |
| Sút trúng cầu môn | 4        | 4        |
| Kiểm soát bóng    | 58%      | 42%      |
| Phạt góc          | 4        | 3        |
| Phạm lỗi          | 20       | 15       |
| Việt vị           | 0        | 2        |
| Thẻ vàng          | 5        | 3        |
| Thẻ đỏ            | 0        | 0        |

### Lượt về
| Việt Nam          | 1–0              | Malaysia |
| ----------------- | ---------------- | -------- |
| Nguyễn Anh Đức 6' | Chi tiết (AFFSZ) |          |

| Việt Nam | Malaysia |

| TM                      | 23 | Đặng Văn Lâm          | 9'  |       |
| HV                      | 21 | Trần Đình Trọng       | 19' |       |
| HV                      | 3  | Quế Ngọc Hải (c)      |     |       |
| HV                      | 28 | Đỗ Duy Mạnh           | 53' |       |
| HV                      | 5  | Đoàn Văn Hậu          | 53' |       |
| HV                      | 8  | Nguyễn Trọng Hoàng    | 16' |       |
| TV                      | 16 | Đỗ Hùng Dũng          |     | 90+3' |
| TV                      | 29 | Nguyễn Huy Hùng       | 29' |       |
| TV                      | 20 | Phan Văn Đức          |     | 71'   |
| TV                      | 19 | Nguyễn Quang Hải      |     |       |
| TĐ                      | 11 | Nguyễn Anh Đức        |     | 81'   |
| Vào sân thay người:     |    |                       |     |       |
| HV                      | 12 | Nguyễn Phong Hồng Duy |     | 71'   |
| TĐ                      | 13 | Hà Đức Chinh          |     | 81'   |
| TV                      | 6  | Lương Xuân Trường     |     | 90+3' |
| Huấn luyện viên trưởng: |    |                       |     |       |
| Park Hang-seo           |    |                       |     |       |

| TM                      | 1  | Farizal Marlias         |           |     |
| HV                      | 3  | Shahrul Saad            | 36' 90+5' |     |
| HV                      | 7  | Aidil Zafuan Radzak     | 9'        | 76' |
| HV                      | 6  | Syazwan Andik           |           |     |
| HV                      | 4  | Syahmi Safari           |           |     |
| TV                      | 12 | Akram Mahinan           |           | 85' |
| TV                      | 14 | Syamer Kutty Abba       | 40'       |     |
| TV                      | 11 | Safawi Rasid            |           | 83' |
| TV                      | 13 | Mohamadou Sumareh       |           |     |
| TĐ                      | 8  | Zaquan Adha Radzak (c)  | 80'       |     |
| TĐ                      | 9  | Norshahrul Idlan Talaha |           |     |
| Vào sân thay người:     |    |                         |           |     |
| TĐ                      | 18 | Syafiq Ahmad            | 79'       | 76' |
| TV                      | 19 | Akhyar Rashid           |           | 83' |
| TĐ                      | 10 | Shahrel Fikri           |           | 85' |
| Huấn luyện viên trưởng: |    |                         |           |     |
| Tan Cheng Hoe           |    |                         |           |     |

| Cầu thủ xuất sắc nhất trận: Nguyễn Quang Hải (Việt Nam) Trợ lý trọng tài: Reza Ebrahim Sokhandan (Iran) Reza Mansouri (Iran) Trọng tài thứ tư: Jansen Foo (Singapore) |

| Thống kê          | Việt Nam | Malaysia |
| ----------------- | -------- | -------- |
| Bàn thắng         | 1        | 0        |
| Tổng cú sút       | 10       | 13       |
| Sút trúng cầu môn | 3        | 5        |
| Kiểm soát bóng    | 42%      | 58%      |
| Phạt góc          | 1        | 8        |
| Phạm lỗi          | 12       | 19       |
| Việt vị           | 2        | 0        |
| Thẻ vàng          | 6        | 5        |
| Thẻ đỏ            | 0        | 1        |

Việt Nam thắng Malaysia với tổng tỉ số 3–2.